# Pervertum
Pervertum war eine österreichische Black-Metal-Band aus Wien.

## Bandgeschichte
Pervertum wurde von Cromm (Gesang), Necros (Gitarre), Yog Sototh (Gitarre), Aisthasis (Bass) und Schlagzeuger Trifixion of the Horned King (ex-Summoning) gegründet. 1994 erschien das Demo Creature of Ungod. Pervertum war Bestandteil des Austrian Black Metal Syndicate (A.B.M.S.) um Bands wie Golden Dawn, Werwolf, Trifixion und anfangs auch Pazuzu. Dementsprechend war die Band mit zwei Liedern auch auf dem A.B.M.S.-Sampler A.B.M.S. – Norici Obscura Pars (1995) vertreten. Die Szene war eng verbunden mit Michael Pieschs Independent-Label Lethal Records, die auch Pervertum unter Vertrag nahmen. Dort erschien 1995 das einzige Album Creature of Ungod.

## Musikstil
Pervertum spielte schnellen Black Metal, der stark von der zweiten Welle aus Norwegen geprägt war. Die Musik basierte im Großen und Ganzen auf Wiederholungen, aber auch auf häufigen Rhythmuswechseln. Neben dem Black Metal war auch der Death Metal eine Einflussgröße.

## Diskografie
- 1993: Creature of Ungod (Demo)
- 1995: Blackstone und Prometheus auf A.B.M.S. – Norici Obscura Pars (CD, Dark Matter Records)
- 1995: Creature of Ungod (CD, Lethal Records)